# Peltopes peninsulae
Peltopes peninsulae är en kräftdjursart som först beskrevs av Hurley 1955.  Peltopes peninsulae ingår i släktet Peltopes och familjen Cyproideidae. Inga underarter finns listade i Catalogue of Life.